# Reprezentacja Irlandii w rugby union mężczyzn

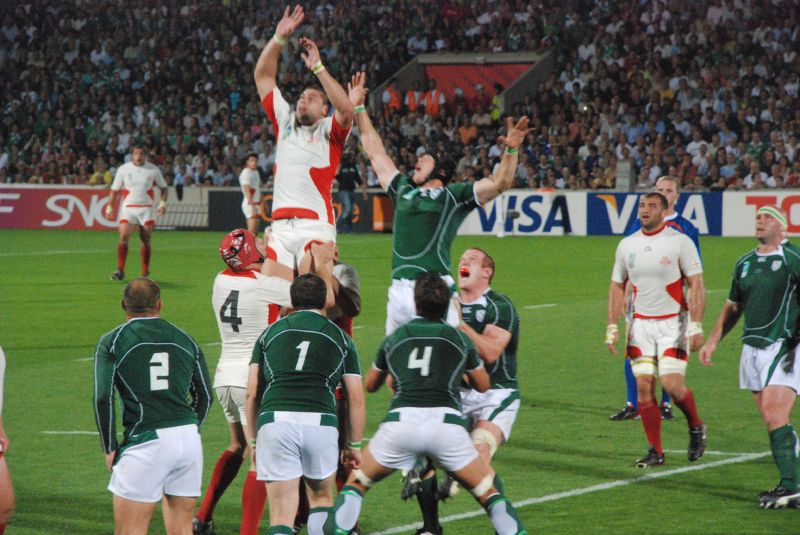
Mecz Irlandia –

Reprezentacja Irlandii w rugby mężczyzn – zespół rugby union, powoływany przez selekcjonera. Za jego funkcjonowanie odpowiedzialny jest Irlandzki Związek Rugby. Reprezentuje w międzynarodowych turniejach obie części wyspy Irlandii – niepodległe państwo Irlandzkie i Irlandię Północną. Drużyna występuje w Pucharze Sześciu Narodów i jest jednym z czterech pierwszych uczestników. Symbolem tej drużyny jest zielona trójlistna koniczyna.

## Udział wPucharze Świata
| Udział w Pucharze Świata | Udział w Pucharze Świata | Udział w Pucharze Świata | Udział w Pucharze Świata | Udział w Pucharze Świata | Udział w Pucharze Świata | Udział w Pucharze Świata | Udział w Pucharze Świata | Udział w Pucharze Świata | Udział w Pucharze Świata |
| Rok                      | Kwalifikacje             | Wynik                    | M                        | Z                        | R                        | P                        | +                        | –                        | +/−                      |
| ------------------------ | ------------------------ | ------------------------ | ------------------------ | ------------------------ | ------------------------ | ------------------------ | ------------------------ | ------------------------ | ------------------------ |
| 1987                     | –                        | Ćwierćfinał              | 4                        | 2                        | 0                        | 2                        | 99                       | 74                       | 25                       |
| 1991                     | Awans                    | Ćwierćfinał              | 4                        | 2                        | 0                        | 2                        | 120                      | 70                       | 50                       |
| 1995                     | Awans                    | Ćwierćfinał              | 4                        | 2                        | 0                        | 2                        | 105                      | 130                      | -25                      |
| 1999                     | Awans                    | Baraż do ćwierćfinału    | 4                        | 2                        | 0                        | 2                        | 124                      | 73                       | 51                       |
| 2003                     | Awans                    | Ćwierćfinał              | 5                        | 3                        | 0                        | 2                        | 162                      | 99                       | 63                       |
| 2007                     | Awans                    | Faza grupowa             | 4                        | 2                        | 0                        | 2                        | 64                       | 82                       | -18                      |
| 2011                     | Awans                    | Ćwierćfinał              | 5                        | 4                        | 0                        | 1                        | 145                      | 56                       | 89                       |
| 2015                     | Awans                    | Ćwierćfinał              | 5                        | 4                        | 0                        | 1                        | 154                      | 78                       | 76                       |
| 2019                     | Awans                    | Ćwierćfinał              | 5                        | 3                        | 0                        | 2                        | 135                      | 73                       | 62                       |
| 2023                     | Awans                    | Ćwierćfinał              | 5                        | 4                        | 0                        | 1                        | 214                      | 74                       | 140                      |
| Suma                     |                          | 10 startów               | 5                        | 28                       | 0                        | 17                       | 1322                     | 809                      | 513                      |

## Stadion Aviva

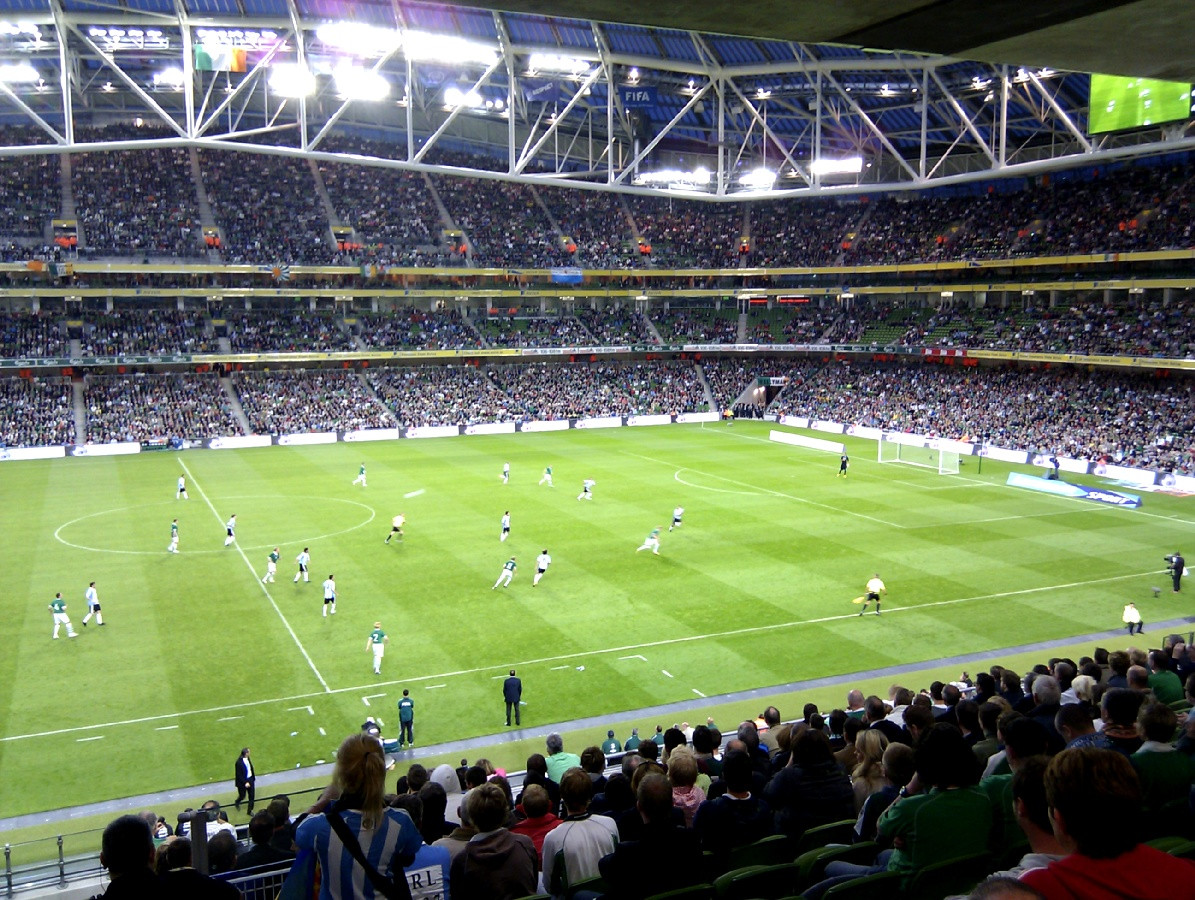
Wnętrze stadionu

Reprezentacja Irlandii rozgrywa spotkania na obiekcie należącym do Irlandzkiego Związku Rugby i Irlandzkiego Związku Piłki Nożnej. Stadion został zbudowany w 2010 na miejscu starego stadionu Lansdowne Road, w trakcie wyburzania i budowy reprezentacja rozgrywała swoje mecze na Croke Park będącego własnością Gaelic Athletic Association. Inauguracyjny mecz na tym obiekcie, reprezentacja rozegrała 6 listopada 2010, przeciwko reprezentacji RPA (21:23)

## Trenerzy
Irlandzki Związek Rugby w 1968 podjął decyzje o utworzeniu stanowiska selekcjonera reprezentacji.
| Imię i nazwisko              | Lata pracy |
| ---------------------------- | ---------- |
| Ronnie Dawson                | 1971–1975  |
| Roly Meates                  | 1975–1977  |
| Noel Murphy                  | 1977–1980  |
| Willie John McBride          | 1980–1984  |
| Mick Doyle                   | 1984–1987  |
| Jim Davidson                 | 1987–1990  |
| Ciaran Fitzgerald            | 1990–1992  |
| Gerry Murphy                 | 1993–1995  |
| Murray Kidd                  | 1995–1997  |
| Brian Ashton                 | 1997–1998  |
| Warren Gatland               | 1998–2001  |
| Eddie O’Sullivan             | 2001–2008  |
| Michael Bradley (tymczasowy) | 2008       |
| Declan Kidney                | 2008–2013  |
| Les Kiss (tymczasowy)        | 2013       |
| Joe Schmidt                  | 2013-2019  |
| Andy Farrell                 | 2019–      |